# Serie B 1975/1976
Soutěžní ročník Serie B 1975/1976 byl 44. ročník druhé nejvyšší italské fotbalové ligy. Konal se od 28. září 1975 do 20. června 1976. 
Nejlepšími střelci se stali italští hráči Giuliano Musiello (Avellino) Roberto Pruzzo (Janov), kteří vstřelili 18 branek.

## Události
Z 1. ligy sestoupila Vicenza, Ternana a Varese. Naopak postup ze 3. ligy slavilo po pěti letech Piacenza, po třech letech Modena a po roce se vrátila Catania.
Do čela tabulky se po 5. kole dostal Janov, který ve vedení zůstal čtyři kola. Poté jej vystřídalo Catanzaro. Po 28. kole se ujalo vedení Varese. Dvě kola před koncem se Janov a Foggia ujaly vedení a vítězstvím ve zbývajících zápasech si zajistily postup do nejvyšší soutěže. Catanzaro však mělo těžší cestu, bylo nuceno zopakovat utkání s Novarou (odložený kvůli rozhodnutí Sportovního rozhodčího, který zjistil určité nesrovnalosti u trojice rozhodčích z 18. dubna, mezi nimiž byl i čárový rozhodčí, který byl i přes platnou licenci vyloučen z AIA již dávno předtím). Postupující týmy měli tak stejný počet bodů a o vítězi soutěže se rozhodovalo díky skóre. Janov i Foggia postoupili po dvou letech a Catanzaro po čtyřech letech.
V sestupových příčkách skončila poslední Reggiana. Poté Brindisi a posledním sestupujícím se stal nováček Piacenza.

## Účastníci
| Klub              | Město                    | Stadion                  | Trenér                                                                       | Minulá sezona                            |
| ----------------- | ------------------------ | ------------------------ | ---------------------------------------------------------------------------- | ---------------------------------------- |
| Atalanta          | Bergamo                  | Stadio Comunale          | Giancarlo Cadé (1.–35. kolo) Gianfranco Leoncini                             | 16. místo v Serii B                      |
| Avellino          | Avellino                 | Stadio Comunale          | Antonio Giammarinaro (1.–13. kolo) Corrado Viciani                           | 6. místo v Serii B                       |
| Brescia           | Brescia                  | Stadio Mario Rigamonti   | Antonio Angelillo                                                            | 9. místo v Serii B                       |
| Brindisi          | Brindisi                 | Stadio Comunale          | Giulio Bonafin (1.–13. kolo) Héctor Puricelli (14.–21. kolo) Giulio Bonafin  | 14. místo v Serii B                      |
| Catania           | Catania                  | Stadio Cibali            | Egizio Rubino (1.–25. kolo) Guido Mazzetti                                   | 1. místo ve skupině C v Serii C (postup) |
| Catanzaro         | Catanzaro                | Stadio Comunale          | Gianni Di Marzio                                                             | 4. místo v Serii B                       |
| Foggia            | Foggia                   | Stadio Pino Zaccheria    | Cesare Maldini (1.–20. kolo) Roberto Balestri                                | 8. místo v Serii B                       |
| Janov             | Janov                    | Stadio Luigi Ferraris    | Luigi Simoni                                                                 | 7. místo v Serii B                       |
| Lanerossi Vicenza | Vicenza                  | Stadio Romeo Menti       | Manlio Scopigno (1.20. kolo) Chinesinho                                      | 14. místo v Serii A (sestup)             |
| Modena            | Modena                   | Stadio Alberto Braglia   | Mario Caciagli                                                               | 1. místo ve skupině B v Serii C (postup) |
| Novara            | Novara                   | Stadio Comunale          | Lamberto Giorgis                                                             | 12. místo v Serii B                      |
| Palermo           | Palermo                  | Stadio La Favorita       | Benigno De Grandi (1.–9. kolo) Antonio De Bellis                             | 5. místo v Serii B                       |
| Pescara           | Pescara                  | Stadio Adriatico         | Domenico Rosati                                                              | 10. místo v Serii B                      |
| Piacenza          | Piacenza                 | Stadio Comunale          | Giovan Battista Fabbri                                                       | 1. místo ve skupině A v Serii C (postup) |
| Reggiana          | Reggio Emilia            | Stadio Mirabello         | Carmelo Di Bella (1.–27. kolo) Bruno Giorgi                                  | 17. místo v Serii B                      |
| Sambenedettese    | San Benedetto del Tronto | Stadio Fratelli Ballarin | Marino Bergamasco                                                            | 11. místo v Serii B                      |
| SPAL              | Ferrara                  | Stadio Comunale          | Francesco Petagna (1.–13. kolo) Umberto Pinardi (14.–20. kolo) Guido Capello | 13. místo v Serii B                      |
| Taranto           | Taranto                  | Stadio Salinella         | Eugenio Fantini                                                              | 15. místo v Serii B                      |
| Ternana           | Terni                    | Stadio Libero Liberati   | Ezio Galbiati (1.–8. kolo) Omero Andreani (9. kolo) Edmondo Fabbri           | 15. místo v Serii A (sestup)             |
| Varese            | Varese                   | Stadio Franco Ossola     | Pietro Maroso                                                                | 16. místo v Serii A (sestup)             |

## Tabulka
| Poř. | Tým               | Z  | V  | R  | P  | VG | OG | B  |
| ---- | ----------------- | -- | -- | -- | -- | -- | -- | -- |
| 1.   | Janov             | 38 | 14 | 17 | 7  | 57 | 33 | 45 |
| 2.   | Catanzaro         | 38 | 16 | 13 | 9  | 36 | 23 | 43 |
| 3.   | Foggia            | 38 | 15 | 15 | 8  | 28 | 23 | 45 |
| 4.   | Varese            | 38 | 15 | 14 | 9  | 50 | 37 | 44 |
| 5.   | Brescia           | 38 | 13 | 17 | 8  | 42 | 37 | 43 |
| 6.   | Novara            | 38 | 10 | 21 | 7  | 31 | 29 | 41 |
| 7.   | SPAL              | 38 | 14 | 12 | 12 | 40 | 36 | 40 |
| 8.   | Modena            | 38 | 13 | 13 | 12 | 30 | 34 | 39 |
| 9.   | Avellino          | 38 | 15 | 8  | 15 | 38 | 34 | 38 |
| 10.  | Atalanta          | 38 | 13 | 12 | 13 | 26 | 24 | 38 |
| 11.  | Palermo           | 38 | 11 | 16 | 11 | 34 | 35 | 38 |
| 12.  | Taranto           | 38 | 11 | 16 | 11 | 28 | 31 | 38 |
| 13.  | Sambenedettese    | 38 | 11 | 16 | 11 | 26 | 30 | 38 |
| 14.  | Pescara           | 38 | 12 | 14 | 12 | 25 | 32 | 38 |
| 15.  | Ternana           | 38 | 11 | 15 | 12 | 30 | 33 | 37 |
| 16.  | Lanerossi Vicenza | 38 | 9  | 17 | 12 | 36 | 35 | 35 |
| 17.  | Catania           | 38 | 9  | 17 | 12 | 27 | 30 | 35 |
| 18.  | Piacenza          | 38 | 10 | 12 | 16 | 42 | 50 | 32 |
| 19.  | Brindisi          | 38 | 7  | 13 | 18 | 20 | 41 | 27 |
| 20.  | Reggiana          | 38 | 5  | 14 | 19 | 31 | 50 | 24 |

Poznámky
- Z = Odehrané zápasy; V = Vítězství; R = Remízy; P = Prohry; VG = Vstřelené góly; OG = Obdržené góly; B = Body
- za výhru 2 body, za remízu 1 bod, za prohru 0 bodů.
- při rovnosti bodů rozhodovalo skóre.

|  | Postup do Serie A |
|  | Sestup do Serie C |

## Střelecká listina
| Pořadí | Jméno                | Klub           | Branky |
| ------ | -------------------- | -------------- | ------ |
| 1.     | Giuliano Musiello    | Avellino       | 18     |
| 1.     | Roberto Pruzzo       | Janov          | 18     |
| 3.     | Carlo Muraro         | Varese         | 16     |
| 4.     | Fabio Bonci          | Janov          | 15     |
| 5.     | Roberto Bellinazzi   | Modena         | 13     |
| 6.     | Francesco Chimenti   | Sambenedettese | 12     |
| 7.     | Claudio Ciceri       | Catania        | 11     |
| 7.     | Alessandro Altobelli | Brescia        | 11     |
| 7.     | Massimo Palanca      | Catanzaro      | 11     |
| 7.     | Guido Magherini      | Palermo        | 11     |
| 7.     | Bruno Zanolla        | Ternana        | 11     |
| 7.     | Franco Pezzato       | SPAL           | 11     |